# Achton Friis

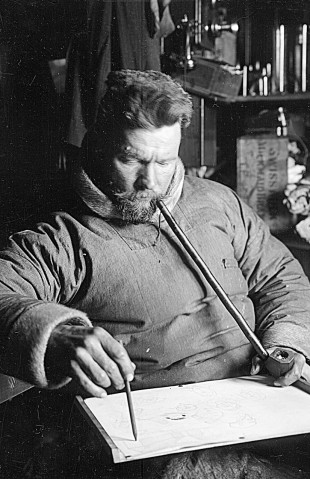
Achton Friis auf Expedition nach Nordostgrönland 1906

Johannes Achton Friis (* 5. September 1871 in Trustrup bei Grenaa; † 17. Dezember 1939 in Kopenhagen) war ein dänischer Zeichner, Maler und Autor.

## Leben

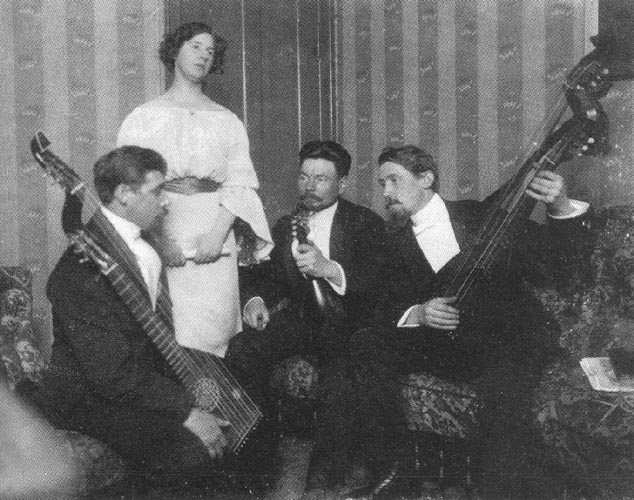
Achton-Friis-Trio (1910)

Er entstammte einer Bauernfamilie von der Halbinsel Djursland. Seine Ausbildung absolvierte er 1895 bis 1899 an der Kunstakademie in Kopenhagen. In den Jahren 1900 und 1901 war er Schüler von Carl Locher. 
1906–1908 nahm er als Zeichner an der Expedition der Danmark nach Nordostgrönland teil, die von Ludvig Mylius-Erichsen geleitet wurde. Unter den Teilnehmern befand sich auch der Deutsche Alfred Wegener. Nach seiner Rückkehr veranstaltete Friis mit dem Maler Aage Bertelsen, ebenfalls Teilnehmer an der Expedition, eine Ausstellung mit etwa 100 Grönlandbildern, die auch in London und mehreren deutschen Städten zu sehen war. 1909 erschien sein reich illustrierter Reisebericht von der Danmark-Expedition, der 1910 in deutscher Übersetzung als Im Grönlandeis mit Mylius-Erichsen erschien. Studienreisen führten Friis nach Deutschland, Italien, der Schweiz und Frankreich. 1914 war er in Paris und 1915 in Berlin und Dresden.
Friis war als Künstler sehr vielseitig. Er arbeitete als Maler und Grafiker, betätigte sich aber für verschiedene Zeitungen auch als Autor von Reise- und Naturbeschreibungen. Daneben entwarf er Dekorationen für die Porzellanfabrik Bing & Grøndahl und trat mit dem Achton-Friis-Trio als Musiker in Erscheinung. Ab 1921 arbeitete er an einem großen beschreibenden Werk über Dänemark. In den Sommern 1921–1924 unternahm er gemeinsam mit Johannes Larsen Motorbootfahrten zu Dänemarks kleinen Inseln, um Material für den ersten Teil des Werks De Danskes Øer (Die dänischen Inseln) zu sammeln, das 1926–1928 in drei Bänden erschien. Für dieses wie für die Fortsetzungen De Jyders Land (Das Land der Jüten) und Danmarks store Øer (Die großen Inseln Dänemarks) schrieb Friis den in erzählendem Stil gehaltenen Text und steuerte zahlreiche Zeichnungen bei.
Achton Friis starb 1939. Er wurde auf dem Vestre Kirkegård in Kopenhagen bestattet.
Friis war verheiratet mit der Violinistin Martha Eister (1879–1966). Sein Sohn war der Maler und Grafiker Claus Achton Friis (1917–1999).
In Nordostgrönland erinnern heute die geographischen Namen Achton Friis Ø und Kap Achton Friis an ihn.

## Publikationen

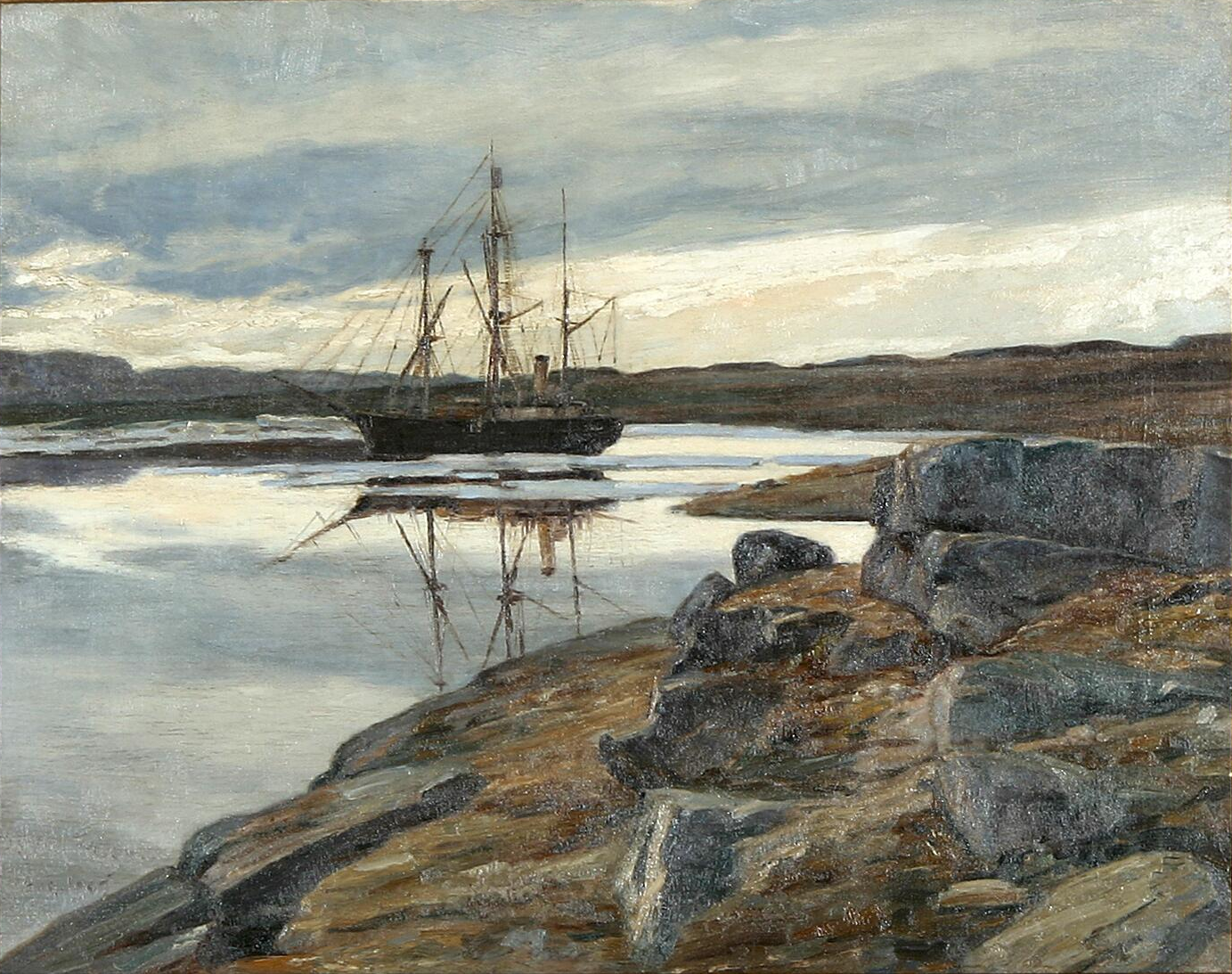
Achton Friis: Das Expeditionsschiff Danmark in Danmarkshavn, Grønland (1907)

- Im Grönlandeis mit Mylius-Erichsen. Die Danmark-Expedition 1906–1908. Otto Spamer, Leipzig 1910 (dänisch: Danmarks-Ekspeditionen til Grønlands Nordøstkyst 1906–1908. Kopenhagen 1909. Übersetzt von Friedrich Stichert).
- Wilde weite Arktis. Aus den Aufzeichnungen eines Malers und Jägers. Engelhorn, Stuttgart 1932 (dänisch: Arktiske Jagter. Kopenhagen 1925. Übersetzt von Friedrich Stichert).
- De Danskes Land. 3 Bände. Gyldendal, Kopenhagen 1926–1928 (dänisch, Online).
- De Jyders Land. Gyldendal, Kopenhagen 1932 (dänisch).
- Danmarks Store Øer. Gyldendal, Kopenhagen 1936 (dänisch).